# Journal of Operations Management
Das Journal of Operations Management ist eine sechsmal jährlich erscheinende wissenschaftliche Zeitschrift zu betriebswirtschaftlichen Themen, speziell zum Operations-Management. Sie zählt neben Production and Operations Management und dem International Journal of Operations & Production Management zu den drei bedeutenden Zeitschriften auf dem Gebiet des Operations-Management. Der Fokus liegt dabei bei empirischer Forschung.

## Herausgeber
- Tyson Browing und Suzanne de Treville, Band 57 [2018] bis dato
- Mikko Ketokivi und V. Daniel R. Guide, Jr., Band 33 [2015] bis Band 56 [2017]
- Thomas Y. Choi und V. Daniel R. Guide, Jr., Band 30 [2012] bis Band 32 [2014]
- Kenneth K. Boyer und Morgan L. Swink, Band 24 (Nr. 5) [2006] bis Band 29 [2011]
- Robert B. Handfield, Band 20 [2002] bis Band 24 (Nr. 4) [2006]
- Jack Meredith, Band 13 [1995] bis Band 19 [2001]
- Arthur V. Hill und Thomas R. Hoffman, Band 11 [1993] bis Band 12 [1995]
- Ronald J. Ebert, Band 8 (Nr. 2) [1989] bis Band 10 [1991]
- Lee Krajewski und R.E.D. Woolsey, Band 7 (Nr. 3) [1988] bis Band 8 (Nr. 1) [1989]
- Earle Steinberg, Band 3 (Nr. 3) [1983] bis Band 7 (Nr. 2) [1987]
- Lee Krajewski, Band 1 [1980] bis Band 3 (Nr. 2) [1983]

## Rezeption
Das Zeitschriften-Ranking VHB-JOURQUAL stufte die Zeitschrift in der Vergangenheit in die oberen Kategorien A und B ein. Der Zwei-Jahres-Impact-Factor von Clarivate Analytics liegt bei 4.673 (2019). Im Academic Journal Guide 2021 der Chartered Association of Business Schools ist die Zeitschrift mit einer „4*“ (= „journal of distinction“) bewertet. Das Journal of Operations Management gehörte 2010 zu den 45 Zeitschriften, die von der Financial Times zu Bewertung von Wirtschaftshochschulen verwendet wurden. Sie gehört zudem zu jenen acht führenden Fachzeitschriften des Supply-Chain-Managements, die von der SCM Journal List für ihr jährliches Ranking genutzt werden.